# Chrysophlegma
Chrysophlegma este un gen de păsări din familia ciocănitoarelor, Picidae. Aceste specii, întâlnite în Asia de Sud și de Sud-Est, au fost atribuite anterior genului Picus.

## Taxonomie
Speciile plasate acum în Chrysophlegma au fost atribuite anterior genului Picus. Un studiu filogenetic molecular publicat în 2008 a constatat că genul Picus, așa cum era definit atunci, forma două clade separate și ar putea să nu fie monofiletic⁠(d). Prin urmare, trei specii au fost mutate de la Picus în genul Chrysophlegma, care fusese introdus în 1850 de ornitologul englez John Gould pentru a găzdui Chrysophlegma flavinucha. Denumirea genului combină cuvintele din greaca veche khrusos care înseamnă „aur” și phlegma care înseamnă „flacără” sau „foc”.

### Specii
Genul conține trei specii:
| Imagine | Nume comun               | Denumire științifică  | Distribuție                                                                                    |
| ------- | ------------------------ | --------------------- | ---------------------------------------------------------------------------------------------- |
|         | Chrysophlegma flavinucha |                       | Asia de Est, din nordul și estul Indiei până în sud-estul Chinei, Indochina, Hainan și Sumatra |
|         | Chrysophlegma mentale    |                       | Myanmar, Thailanda, Malaysia, Singapore, Brunei și Indonezia.                                  |
|         | Chrysophlegma miniaceum  | Ciocănitoare brăzdată | Brunei, Indonezia, Malaysia, Myanmar, Singapore și Thailanda.                                  |